# Policitemia vera
La policitemia vera, también llamada policitemia primaria, eritremia, policitemia rubra vera o enfermedad de Vaquez-Osler, 
es un síndrome mieloproliferativo crónico en el cual ocurre un incremento de las células sanguíneas, principalmente de los hematíes. No obstante, también suele presentar leucocitosis y trombocitosis. Afecta principalmente a varones, en edades comprendidas entre los 50 y los 60 años. Es una enfermedad de inicio insidioso y desarrollo lento.

## Causas
La policitemia vera es de causa desconocida aunque se ha observado en ciertos estudios que en el 90 % de los pacientes afectados por la enfermedad, sufren una mutación en el gen de la tirosín-kinasa JAK 2 (V617F), que parece sensibilizar a los precursores eritroides a la acción de la eritropoyetina.

## Cuadro clínico

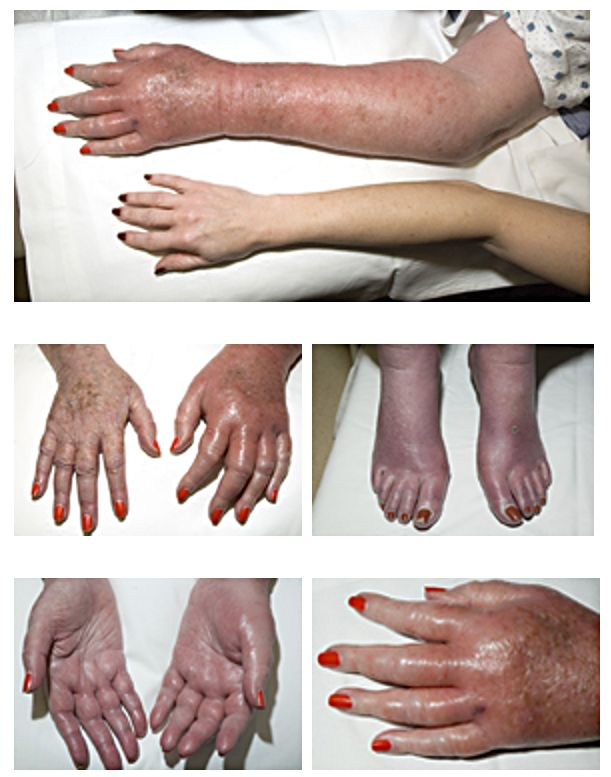
Eritromelalgia en un paciente con policitemia vera de larga data

- Síntomas derivados de hiperviscosidad sanguínea: el aumento de la masa celular de la sangre y el consiguiente enlentecimiento circulatorio puede producir, entre otros:
  - Coloración rojiza de la piel, especialmente en la parte superior del cuerpo. El enfermo presenta un rostro enrojecido clásicamente denominado facies eritroide.
  - Conjuntivitis bilateral.
  - Visión borrosa y otras alteraciones visuales.
  - Acúfenos.
  - Prurito, por aumento de la basofilia.
  - Sensación de calor e inflamación.
  - Cefalea.
  - Vértigo.
  - Insomnio.
  - Astenia.
  - Dolor abdominal derivado de la hiperclorhidria gástrica, también por aumento de basófilos.
- Repercusiones hemodinámicas de la hipoxia miocárdica.
  - Disnea.
  - Hipertensión arterial.
  - Angor
- Fenómenos trombóticos y hemorrágicos, derivados de la hiperviscosidad sanguínea y alteraciones de la hemostasia; son más frecuentes y graves en el cerebro.
- Esplenomegalia, en el 80-90 % de los casos.

## Diagnóstico
1. Historia clínica: anamnesis y exploración. Importante realizar un examen de fondo de ojo (dilatación venosa, hemorragias retinianas, ...).
2. Hematología: 
- Hematíes > 5,5 millones/ml, con aumento de la masa eritrocitaria > 36 ml/kg en varones y > 32 ml/kg en mujeres.
- Hemoglobina > 18 g/dl en varones y > 17 g/dl en mujeres.
- Hematocrito > 70 % en varones y > 62 % en mujeres.
- Leucocitosis y trombocitosis.

3. Bioquímica
- Disminución de la velocidad de sedimentación globular (valores de 0,1-0,2 mm).
- Eritropoyetina y hierro normales.

4. Biopsia de médula ósea: hipercelularidad de las tres líneas.
5. Pruebas de imagen: para hacer diagnóstico diferencial con patologías causantes de policitemia secundaria (ecografía de abdomen, de ovarios, radiografía de tórax, ...)

### Diagnóstico diferencial
Los diagnósticos diferenciales a considerar incluyen:
- Trombocitemia esencial
- Leucemia mieloide crónica
- Metaplasia mieloide agnogénica
- Mielofibrosis primaria
- Policitemia secundaria

## Pronóstico
Puede evolucionar a leucemia mieloblástica aguda o a mielofibrosis con metaplasia mieloide.

## Tratamiento
1. Flebotomías (sangrías) para corregir la hiperviscosidad y la clínica asociada, a razón de 500 ml/semana durante 4-6 semanas.
2. Quimioterapia con hidroxiurea vía oral, para reducir la proliferación eritrocitaria.
3. Antiagregantes plaquetarios, como el ácido acetilsalicílico (AAS) para evitar los fenómenos trombóticos.
4. Colestiramina o baños con sales si existe prurito.